# أرماندو ألونسو
أرماندو ألونسو رودريغيز (بالإسبانية: Armando Alonso)‏ (مواليد 21 مارس 1984 في سان هوزيه) لاعب كرة قدم كوستاريكي دولي يجيد اللعب في خط الهجوم . يلعب حاليا لصالح نادي سابريسا الكوستاريكي منذ 2007 .

## وصلات خارجية
- أرماندو ألونسو على موقع الاتحاد الدولي (مؤرشف)  (الإنجليزية)
- أرماندو ألونسو على موقع قاعدة بيانات كرة القدم.إي يو (الإنجليزية)
- أرماندو ألونسو على موقع ناشيونال فوتبول تيمز (الإنجليزية)
- أرماندو ألونسو على موقع Soccerway.com (الإنجليزية)